# 松索羅爾州
松索羅爾（Sonsorol）是帛琉16個行政區其中一個。該州由4個獨立的島嶼組成，面積4平方公里，位於貝里琉島（Peleliu）西南，人口共100人。當地居民使用松索羅爾語，該語言屬於楚克語族。同時也使用帛琉語。
松索羅爾州的群島與哈托博海伊州的群島合稱帛琉的西南群島。

## 歷史
2012年12月，寶發颱風重創松索羅爾州，該州居民被疏散至柯羅州Akebesang避難。其中37人來自松索羅爾島，19人來自普洛安娜島，2人來自梅里爾島。數個月之後，政府在考慮花費與交通後，決定僅重建松索羅爾。最後42人回到松索羅爾島，截至2015年，松索羅爾島為該州唯一有長住居民的島嶼。